# 東湖区
東湖区（とうこ-く）は中華人民共和国江西省南昌市に位置する市轄区。

## 行政区画
- 街道:滕王閣街道、百花洲街道、墩子塘街道、大院街道、豫章街道、董家窯街道、彭家橋街道
- 鎮:揚子洲鎮
- 賢士湖管理処、揚農管理処

## 交通

### 鉄道
- 南昌地下鉄
  - ■1号線
  - ■2号線
  - ■3号線
  - ■4号線

### 道路
- 国道
  - G105国道
  - G316国道
  - G320国道